# Orșova
Orșova é uma cidade da Romênia com 15.379 habitantes, localizada no județ (distrito) de Mehedinți.